# Joseph Gallagher
Joseph Gerard Gallagher (4 maggio 1964) è uno scacchista britannico naturalizzato svizzero, grande maestro internazionale.

## Biografia
Nato da genitori irlandesi, Gallagher ha giocato per alcuni anni per l'Inghilterra nel circuito europeo di scacchi, poi si è sposato ed ha deciso di trasferirsi, verso la fine degli anni '80, a Neuchâtel, in Svizzera, acquisendo dopo alcuni anni la nazionalità elvetica. Successivamente ha ottenuto il titolo di grande maestro internazionale e nel 2001 ha vinto il campionato assoluto del Regno Unito.
Ha vinto sette volte il campionato svizzero: nel 1997, 1998, 2004, 2005, 2007, 2012 e 2021.
Dal 1998 al 2008 ha partecipato a sei olimpiadi degli scacchi con la nazionale svizzera.
È un grande esperto della difesa est-indiana, sulla quale ha scritto alcuni libri, e del gambetto di re.
Raggiunse il massimo Elo FIDE in gennaio del 2000, con 2563 punti.